# Elkeson
Elkeson de Oliveira Cardoso (Coelho Neto (Maranhão), 13 juli 1989) - alias Elkeson alias Ai Kesen (艾克森) - is een Braziliaans-Chinees voetballer die doorgaans als aanvaller speelt. 

## Clubcarrière
Elkeson begon bij EC Vitória en brak door bij  Botafogo FR. Begin 2012 ging hij in China voor Guangzhou Evergrande spelen. In januari 2016 ging hij voor een bedrag tussen de 18 en 20 miljoen euro naar Shanghai SIPG. In juli 2019 keerde hij terug bij Guangzhou Evergrande. Eind 2021 verliet Elkeson China en keerde terug naar Brazilië waar hij zich aansloot bij het in de Série B uitkomende Grêmio. 

## Interlandcarrière
Elkeson werd september 2011 voor het eerst opgeroepen voor het Braziliaans voetbalelftal, maar debuteerde niet. Hij liet zich in 2019 naturaliseren tot Chinees om zo in aanmerking te komen voor het Chinees voetbalelftal. Hiervoor moest hij ook een Chinese naam aannemen, Ai Kesen. Elkeson maakte op 10 september 2019 zijn debuut als Chinees international, in een met 0–5 gewonnen WK-kwalificatiewedstrijd in en tegen de Malediven. Hij maakte zelf de 0–4 en de 0–5.

## Erelijst
Vitória
- Campeonato Baiano: 2009, 2010
- Copa do Nordeste: 2010

 Botafogo
- Taça Rio: 2012

 Guangzhou Evergrande
- China League: 2013, 2014, 2015
- Chinese Supercup: 2013, 2015, 2019
- AFC Champions League: 2013, 2015

 Shanghai SIPG
- China League: 2018
- Chinese Supercup: 2019

 Brazilië
- Superclásico de las Américas: 2011